# Chiesa di Santa Maria Assunta (Garda)
La chiesa di Santa Maria Assunta è la parrocchiale di Garda, in provincia e diocesi di Verona; fa parte del vicariato del Lago Veronese-Caprino.

## Storia
Sembra che la pieve di Garda sia sorta nell'VIII secolo, ma il primo documento che ne attesta la presenza risale al 1056. La chiesa venne decorata nel XV secolo.
L'attuale parrocchiale fu costruita tra il 1529 ed il 1765. Nel frattempo, era stato innalzato tra il 1567 ed il 1571 il campanile. 
Nel 1824 fu rifatta la facciata e, nel 1830, venne ricostruito il presbiterio. La chiesa fu consacrata dal cardinale Bartolomeo Bacilieri nell'agosto del 1913. Infine, l'edificio venne restaurato tra il 1996 ed il 2013.

## Descrizione

### Interno
Opere di pregio custodite all'interno della chiesa sono gli altari laterali di San Luigi Gonzaga, di San Vincenzo Ferrer, di Sant'Antonio di Padova e della Madonna Addolorata, il dipinto del soffitto con l'Assunzione di Maria, quello dell'abside, il cui soggetto è Cristo Benedicente, e quello del presbiterio, raffigurante I Quattro Evangelisti.